# エルシャラカーニ
エルシャラカーニは、サンミュージックプロダクション・漫才協会に所属する日本のお笑いコンビ。
1997年（平成9年）結成。デビュー当初のコンビ名は「ザ・ニュース」だったが、1999年（平成11年）に現在のものへ改名。セイワが新しい相方を探していたところで同じ事務所の先輩から山本を紹介され、結成に至った。

## メンバー
セイワ 太一（せいわ たいち、本名：清和 太一（読み同じ）1971年（昭和46年）4月6日（しろうの日）（53歳） - ）
ツッコミ・ネタ作り担当。
大阪府高槻市出身、追手門学院大学卒業。姉がいる。既婚。
衣装は黒の上下スーツに黒のシャツ。ネクタイは紫が多い。
2013年頃より努力キャラが定着しだし、時折自らもネタにしている。
持ちギャグは「アイム漫才」。
仲間を守るため身体を鍛えている。
学生時代はラグビーをやっており、ポジションはフルバック。
かつてはコンビ「かきあげ丼」を現：放送作家の八木たかおと組んでいた。
ガスを止められたことがある。
付き合っていた彼女の母親から「おじさんと付き合うのはやめなさい」と言われ、そのまま別れた。

山本 しろう（やまもと しろう、本名：山本 志郎（読み同じ）1973年（昭和48年）3月6日（さぶろうの日）（52歳） - ）
ボケ担当。
高知県安芸郡北川村出身、阪南大学中退。血液型B型。兄が2人いる。独身。
2014年4月頃より舞台衣装を変更。白の半袖ワイシャツに赤のチョッキ、白のパンツ。ネクタイは黄色にトマト柄のものをつけていることが多い（以前は赤いタンクトップに白のパンツ）。
主な持ちギャグに「トマトッ!」「あこがれジャンプ」「スヌーピーの上でウッドストックがトゥクトゥクトゥクトゥク言ってたよ」「ダージリンティを飲んでからのはじめての日曜日」「モンッ!」などがある。
趣味として作詞作曲を嗜み、ギターの弾き語りを披露することもある。代表曲は「ナプキンの女」。
脳に空洞があるため、頭部へのツッコミにドクターストップが出ている。
同じ事務所の後輩・槙尾ユウスケ（かもめんたる）率いる「槙尾会」のメンバーで、『ラジオかもめんたる』にレギュラー出演。
2020年、槙尾が新宿区で経営していた二毛作カレー店「カリガリマキオカリー」の移転に伴い、店を引き継ぎ「カリガリマキオカリー46号店」へ屋号を改めた上で店長に就任。2022年3月を以ての閉店まで務めた。
西小山の銭湯で朝の営業を担当している。

## ネタ
主に漫才で、ネタにはいくつかパターンがある。
- 山本が最近起きたことについて話そうとするが、途中で意味の分からない単語（ほとんどが山本による造語）が出てきてセイワが説明を求める。しかしその説明の中にまた別の分からない単語が登場し、それに説明を求めていくうちに元の話から脱線し続ける（意味の分からない単語の例として「リス洗い機」「ヘビ絞り機」など。また、時計を「時間分かり機」という場合もある）。
- これ以外に、山本が聞き取り辛い発言を何度もしてセイワがその度にツッコんだり、お門違いな質問を延々と繰り返す（ラーメン屋店主にカツ丼のこだわりを10回以上聞き、セイワがシメようとしても続けるなど）などのパターンもある。
- 山本が聞き取り辛い発言をする、しっかり説明せず話を進めようとする、設定をちゃんと伝えずにコントへ入ろうとしてセイワにツッコまれるというネタも演じている。このネタは『ぐるナイ』出演時には「脱線漫才」と名付けられている。
- あまりにも山本がボケすぎて、ボケていない時でもセイワが勢いでツッコんでしまう場合がある。

## 逸話
- コンビ名は、セイワの義理の兄（姉の夫でエジプト人）の名前をそのまま拝借したのが由来。日本語に訳すと「穴を掘る人」という意味になる[1]。
- 山本は400万円程の借金を3度も繰り返したことがある。大きな原因は特になく、収入に見合わない生活の積み重ね（一部は包茎手術、『水曜日のダウンタウン』出演時にはマルチ商法の行き詰まりと述べた）。実家が所有していた山を売って両親に肩代わりしてもらい、自己破産手続きも行い現在は清算済み[1]。
- 山本の将来の夢は国会議員で、芸人はその踏み台の予定だった[1]。
- M-1グランプリには2008年大会にて初めて準決勝進出を果たしている。しかし当時で既にコンビ結成12年目を迎えていたため、当時のM-1出場資格に反していた（2010年大会までは「結成から満10年以内」のグループが出場可能だった[12]）。セイワ曰く「（結成）10年目から3年間、（M-1に）10年目としてエントリーしていた」「次の年からM-1のルールがえらい厳しくなった」とのこと[13][14]。一方、「現在のコンビ名での活動が10年以下」であったため出場が認められていた、という話もある[15]。
- THE MANZAI 2011〜2013において認定漫才師50組に選ばれる。2011年は12位で決勝進出、2012年は13位でワイルドカードの中から選ばれて決勝進出した。
- イジられたり5時間も説教され挙句の果てに奢らされるなど、スパローズが苦手。
- セイワはK-PROのネタ見せ講師をはじめ、若手芸人の指導に定評がある。
- 2019年3月29日、漫才協会への所属が発表された[16]。また不定期ではあるが、都内の寄席で行われる落語芸術協会の定席にも出演することがある。

## 賞レース戦績
- 2008年 M-1グランプリ 準決勝進出
- 2011年 THE MANZAI 決勝進出
- 2012年 THE MANZAI 決勝進出（※ワイルドカード進出）
- 2013年 THE MANZAI 認定漫才師
- 2022年 第1回G-1グランプリ 決勝進出

## 出演

### テレビ
- 爆笑オンエアバトル（NHK総合）戦績1勝10敗 最高441KB
  - 番組開始当初から出演、7回目の挑戦で7年越しの初オンエアを獲得。これは挑戦回数・年月共に当時の同番組の歴代最長記録であった（後に更新され、回数は360°モンキーズ、あきげんと共に4位タイ。年月はダブルブッキングの7年3か月に次いで4位となる）
- オンバト+（NHK総合）戦績0勝2敗 最高361KB
- 大爆笑!!サンミュージックGETライブ（日テレプラス）
- ビバビバパラダイス（岩手めんこいテレビほか）
- 超サンミュージック 貴族ナイト（GyaOジョッキー）山本しろうのみ
- 環境超人エコガインダー（2008年9月15日 - 2009年3月23日、キッズステーション）山本しろうのみハカイス役でレギュラー出演。
- エンタの天使（2009年7月29日、日本テレビ）キャッチコピーは「熟成された脱線漫才」
- ぐるぐるナインティナイン「おもしろ荘へいらっしゃい!」（2009年8月20日・2010年1月1日・2月11日、日本テレビ）
- ダウンタウンDX（2009年12月24日、日本テレビ）
- うまプロ!U-1グランプリ（フジテレビ）
- サンミュージックGETライブが行く!!（iTSCOM）
- お願い!ランキング（テレビ朝日）「伸び悩み相談研究所」、「人気メニューBEST3 全て当てるまで帰れま3」
- 爆笑一番（秋田テレビ）
- 東京ビタミン寄席（中野ケーブルテレビ）
- 小島よしおのズイズイパラダイス（テレビ岩手ほか）山本のみ
- ジャガイモン（2010年6月10日・2011年12月22日、テレ朝チャンネル）
- 爆笑レッドシアター（2010年7月21日、フジテレビ）「ホワイトシアター」出演
- 天装戦隊ゴセイジャー（2010年8月15日、テレビ朝日）「漫才コンビ」役としてゲスト出演
- 新世紀ネタキング決定戦（2010年10月14日、TOKYO MX）
- 新春ゴールデンカーペット（2011年1月1日、フジテレビ）キャッチコピーは「ヘタうま漫才」。
- 人志松本の○○な話（フジテレビ）2011年1月14日（山本のみ）・7月1日「好きなものの話・ハマッている芸人編」出演
- その顔が見てみたい（2011年4月5日、フジテレビ）山本のみ
- サキよみ ジャンBANG!（2011年4月29日・5月6日、テレビ東京）セイワのみ
- Shibuya Deep A（2011年9月16日、NHK総合）山本のみ
- 『ぷっ』すま（2011年11月4日・2012年1月27日・2月3日、テレビ朝日）
- 世界おもしろ珍メダル　バカデミービデオ大賞（2011年12月13日、フジテレビ）
- 森田一義アワー 笑っていいとも!（2011年12月14日、フジテレビ）
- 笑う新選組（テレ朝チャンネル）
- 真夜中のアカン警察（2012年1月21日、フジテレビ）
- 東京都さまぁ〜ZOO（2012年1月25日、テレビ東京）
- 小力の小部屋　第94回（2012年2月8日、マシェリバラエティ・ニコニコ生放送・スカパー!275ch）
- 白黒アンジャッシュ（2012年3月6日、千葉テレビ放送）
- 笑点（2013年6月2日、日本テレビ）
- とんねるずのみなさんのおかげでした（2014年5月8日、フジテレビ）
- オールスター後夜祭（2019年4月7日、TBS）[17]
- 水曜日のダウンタウン（2022年2月24日、TBS）

### ラジオ
- 髭男爵 ルネッサンスラジオ（文化放送ポッドキャスト）山本のみレギュラー
- レコメン!（2009年9月7日・2010年2月24日・7月5日・12月18日・2011年12月7日、文化放送）
- オードリーのシャンプーおじさん（2009年12月15日・22日、文化放送）
- 鷲崎K太郎 第50回（文化放送ポッドキャスト）
- A&G ARTIST ZONE 2h（2011年12月23日、文化放送超!A&G+）

### インターネット
- エルシャラカーニのニコジョッキー（夏）（2012年9月5日 - 、ニコジョッキー）毎月第3金曜日レギュラー
- 若手ベテラン会（ニコジョッキー）月一回月曜日、セイワのみレギュラー
- ジョッキー5周年記念2時間特別番組「学力テスト」（2016年9月、ニコジョッキー）共演アメリカンコミックス、七海なな、成田愛、NAOMI、桃宮もも、佐藤真緒、藤木由貴、十枝梨菜、愛菜

## DVD
- 穴を掘る人（2010年発売、コンテンツリーグ）